# Laure Boulleau
Laure Boulleau (Clarmont d'Alvèrnia, 22 d'octubre de 1986) és una futbolista francesa que juga al Paris Saint-Germain de la Division 1 Féminine. Boulleau juga com a defensa i és internacional amb França.

## Palmarès

### Club
Paris Saint-Germain
- Coupe de France Féminine (1): 2009?10